# LG V40 ThinQ
LG V40 ThinQ, який зазвичай називають LG V40, — це Android фаблет, вироблений LG як частина серії LG V. Він був анонсований 3 жовтня 2018 року і є наступником попередніх пристроїв серії LG V, а саме LG V30, LG V30S ThinQ та LG V35 ThinQ. LG V40 випущений в основному в США 18 жовтня 2018 року.

## Особливості
V40 був першим смартфоном LG з 5 камерами: 2 на передній і 3 на задній панелі. На передній панелі розташовані подвійні камери, а на задній панелі — телеоб’єктив, стандартний об’єктив і ширококутний об’єктив. Це було головною особливістю V40. Камера V40 отримала 97 балів від DxOMark.
V40 також мав акумулятор ємністю 3300 мАг, який на той час був стандартним для серії V (V30 і його похідні також мали акумулятор на 3300 мАг). Телефон має вбудоване програмне забезпечення інтелектуального керування акумулятором Qnovo [Архівовано 30 жовтня 2020 у Wayback Machine.], яке має на меті продовжити термін служби акумулятора та забезпечити найкращий досвід роботи з акумулятором.